# Richard Rosecrance
 (novembre 2015).
Richard N. Rosecrance, né le  24 octobre 1930 et mort le 7 mars 2024, est un économiste américain, historien et scientifique en politique. Son travail de recherche et d'enseignement est axé sur les relations internationales, en particulier le lien entre l'économie et les relations internationales. Rosecrance est considéré comme un adepte du libéralisme en théorie des relations internationales.
Rosecrance est actuellement professeur adjoint en politique publique à la John F. Kennedy School of Government à l'université Harvard. En outre, il est professeur-chercheur en sciences politiques à l'université de Californie et chercheur au Belfer Center for Science and International affairs à la John F. Kennedy School of Government. Il était l'ancien directeur de la Burkle Center for International Relations à l'université de Californie. Il a écrit de nombreux articles sur des sujets internationaux, tels que : The Rise of the Trading State (1986), The Rise of the Virtual State (1999, traduit en chinois, japonais, arabe et allemand), America's Economic Resurgence (1990), The Costs of Conflict (1999, coauteur), The Domestic Bases of Grand Strategy (1993) et The New Great Power Coalition (2001), No more States (2006). Il travaille sur un livre intitulé Mergers and International Politics (Fusions et politique internationale).